# Veľký Grob
Pour les articles homonymes, voir Grob.
```

```

Veľký Grob (allemand : Deutschgrub) est un village de Slovaquie situé dans la région de Trnava.

## Histoire
Première mention écrite du village en 1335.

## Démographie

### Évolution de la population
| Année:               | 1994. | 2004.   | 2014.   | 2024.    |
| -------------------- | ----- | ------- | ------- | -------- |
| Nombre de personnes: | 1247  | 1290    | 1307    | 1451     |
| Différence:          |       | +3,44 % | +1,31 % | +11,01 % |

| Année:               | 2023. | 2024.   |
| -------------------- | ----- | ------- |
| Nombre de personnes: | 1459  | 1451    |
| Différence:          |       | -0,54 % |